# Józef Bartos
Józef Bartos (ur. 31 marca w 1968 w Zelowie) – polski duchowny metodystyczny i działacz ekumeniczny, pastor zboru ewangelicko-metodystycznego w Krakowie oraz filiału w Chrzanowie, członek Rady Kościoła Ewangelicko-Metodystycznego w RP oraz rady superintendentów. 

## Życiorys
W latach 1989–1994 studiował teologię na Chrześcijańskiej Akademii Teologicznej w Warszawie. W 1995 roku obronił pracę magisterską pod tytułem Zasady wiary i ustrój wewnętrzny Świadków Jehowy. Konfrontacja z zasadami metodyzmu, promotorem był Karol Karski.
Podczas 86 Konferencji (Synodu) Dorocznej Kościoła Ewangelicko-Metodystycznego w RP został wybrany członkiem i sekretarzem Rady Kościoła Ewangelicko-Metodystycznego w RP. W 2013 roku podczas 92 Dorocznej Konferencji Kościoła został ponownie wybrany członkiem Rady Kościoła oraz superintendentem okręgu (diecezji) południowego Kościoła, zostając jednocześnie członkiem rady superintendentów. Jest przewodniczącym Oddziału Krakowskiego Polskiej Rady Ekumenicznej. W latach 2012–2013 piastował funkcję rektora Wyższego Seminarium Teologicznego im. Jana Łaskiego w Warszawie i funkcję tę sprawuje ponownie od 2016 roku.
W kwietniu 2022 został delegatem do Komitetu Krajowego Towarzystwa Biblijnego w Polsce w kadencji 2022–2027.